# USS Arkansas (BB-33)
USS Arkansas (BB-33) byl dreadnought třídy Wyoming námořnictva Spojených států amerických sloužící v letech 1914–1946.

## Výzbroj (1914)
Bitevní loď Arkansas byla vyzbrojena 6 dvojhlavňovými střeleckými věžemi s děly Mk 7 ráže 305 mm a dostřelem až 22 km. Šrapnely pro děla Mk 7 měly hmotnost 390 kg. Sekundární výzbroj tvořilo 21 děl ráže 127 mm a s dostřelem 18,5 km. Šrapnely pro tyto děla vážily 25 kg. Byly zde také 4 děla QF 3-pounder ráže 47 mm s dostřelem 6 km. Nesměly chybět 2 torpédomety s torpédy Mk 3. Tato torpéda měřila na délku 5 m, na průměr 533 mm a jejich rychlost byla 48 km/h.

## Přestavba (1927)
Bitevní loď Arkansas stejně jako jiné americké bitevní lodě byly po uzavření Washingtonské dohody modernizovány. Lodi bylo přidáno 8 protiletadlových kanónů Mk 22 ráže 76 mm a s dostřelem přes 13 km. Šrapnely pro tyto kanóny vážily 11 kg. Lodi byl také přidán katapult a celkem loď mohla nést 3 hydroplány. Lodi se také změnil výtlak a ponor. Standardní výtlak lodi činil po rekonstrukci 26 519 t a plný výtlak lodi byl 31 497 t. Maximální ponor mohl být až 9,8 m.

## Operační služba
USS Arkansas byla po svém uvedením do služby zařazena do atlantské flotily. Po vstupu Spojených států amerických do první světové války se americké lodě včetně Arkansasu připojily k britské Grand Fleet a podnikaly akce společně. V meziválečném období byla Arkansas byla využívána především pro cvičné účely. Ve druhé světové válce loď chránila obchodní konvoje mířící přes Atlantik. Pomáhala i při vylodění v Normandii, kdy ostřelovala pozemní cíle.